# 망각의 삶
《망각의 삶》(영어: Living in Oblivion)은 미국에서 제작된 톰 디칠로 감독의 1995년 독립 풍자 블랙 코미디이다. 스티브 부세미 등이 출연하였고, 마커스 비시디 등이 제작에 참여하였다.
디칠로는 이 영화를 통해 1995년 선댄스 영화제에서 월도 솔트 각본상을 받았다.

## 출연진
- 스티브 부세미
- 캐서린 키너
- 더멋 멀로니
- 대니엘 본저넥
- 제임스 러그로
- 리카 마턴스
- 피터 딩클리지
- 케빈 코리건

## 기타 제작진
- 공동 제작: 메러디스 잼스키
- 협력 제작: 제인 길, 더멋 멀로니, 대니엘 본저넥
- 배역: 마샤 슐먼
- 미술: 스테퍼니 캐럴, 터리스 디프레이
- 의상: 엘런 러터